# August Radnitzky
August Radnitzky (* 12. Juni 1810 in Salzburg; † 22. März 1897 in Mattsee) war Stiftsverwalter des Kollegiatstifts Mattsee und ein österreichischer Schriftsteller (Mundartdichter) unter dem Pseudonym „Fink von Mattsee“.

## Leben
Radnitzkys Vater war der aus Böhmen stammende Wenzel Radnitzky (* 1770 in Rokitzan (Böhmen); † 9. April 1834 in Salzburg). Dieser war Verpflegsbeamter des kaiserlichen Heeres, verlor durch Plünderungen zweimal sein Habe, wurde bei der Belagerung von Belgrad 1789 verwundet und geriet in den Wirren der Napoleonischen Kriege 1792 bei Namur in französische Gefangenschaft. In Straßburg lernte er die aus Linz stammende Schauspielerin Katharina Silet (* 8. Januar 1773 in Linz; † 1818) kennen und ließ sich mit ihr Anfang des 19. Jahrhunderts in Salzburg nieder. Im Jahre 1810 gelang es Wenzel ebenfalls beim Theater als Dekorateur, Mechaniker und später als Souffleur und Schauspieler unterzukommen.
Zu dieser Zeit wurde im Bergerbräuhaus in der Salzburger Linzergasse August als drittjüngstes von insgesamt zwölf Kindern außerehelich geboren. Schon als Knabe spielte er mit Mitschülern Theater in einem Vorhaus, bis es polizeilich verboten wurde. Beim großen Stadtbrand von Salzburg 1818 verlor die Familie ihr Hab und Gut. Im selben Jahr starb auch die Mutter Katharina. August musste den Besuch des Gymnasiums aufgeben, um den Vater bei der Erhaltung der Familie zu unterstützen. Er nahm eine Stelle als unbesoldeter Praktikant der gräflich Lodron’schen Oberverwaltung an und half in seinen freien Stunden durch das Schreiben von Briefen, Gedichten und Theaterstücken das Einkommen der Familie zu verbessern.
1836 wurde Radnitzky Kanzlist bei der Lodron’schen Oberverwaltung mit einem Jahresgehalt von 300 Gulden und konnte an die Gründung einer eigenen Familie denken. Er heiratete Franziska Ilg aus Kaufbeuern (Bayern), diese erste Ehe blieb aber kinderlos. Nach dem Tode seiner ersten Frau im Jahre 1845, heiratete er die Försterstochter Friederike Sauter, mit der sich auch der ersehnte Nachwuchs einstellte. Mit ihr hatte er einen Sohn und drei Töchter.
Nach dem Tod des Stiftverwalters von Mattsee (Ulrich Mühlbauer) bewarb sich Radnitzky 1843 um die dortige Stiftsverwalterstelle und erhielt diese auch. Das Amt übte er nicht nur über ein halbes Jahrhundert bis zu seinem Tode aus, es vollzog sich hier auch die Wandlung vom hochdeutsch dichtenden Gelegenheitspoeten zum weithin bekannten Mundartdichter. Er erlernte den Mattseer Dialekt und hinterließ eine umfangreiche Sammlung an Mundartgedichten. Anregung für seine Dichtungen boten ihm in reicher Fülle das Landvolk, das Leben der Bauern und Fischer und die reizvolle Landschaft des Drei-Seen-Landes. Wesentlichen Einfluss auf sein Schaffen übte aber der große oberösterreichische Dialektdichter Franz Stelzhamer aus. Radnitzky selbst gab sich – in Anlehnung an sein großes Vorbild Stelzhamer, der „Innviertler Nachtigall“ – bescheiden den Beinamen „Fink von Mattsee“.
Nicht nur in seinem Beruf als Stiftsverwalter war er eine anerkannte Persönlichkeit; er kümmerte sich auch um den damals beginnenden Fremdenverkehr, hatte ein Mandat in der ersten demokratisch gewählten Gemeindevertretung in Mattsee und gründete als begeisterter Sänger bereits 1855 in Mattsee eine Liedertafel.
Für sein überregionales Wirken wurde Radnitzky mit dem Goldenen Verdienstkreuz ausgezeichnet, nachdem er bereits 1861 von der Gemeinde Mattsee zum Ehrenbürger ernannt wurde.

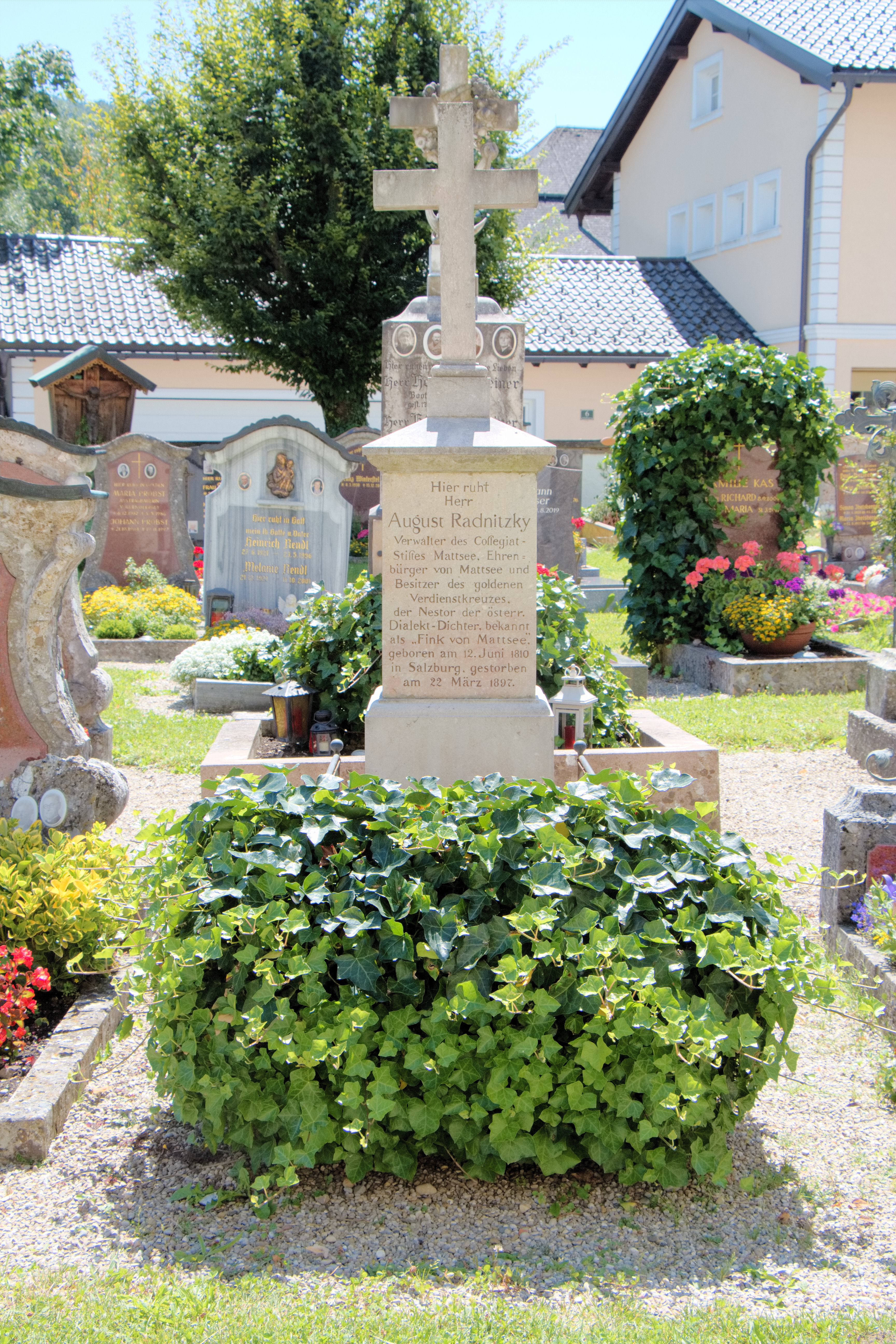
Grab am Friedhof Mattsee

Er starb 1897 im hohen Alter von 87 Jahren, obwohl er in den letzten vierzig Jahren meist kränklich gewesen war. Sein Wohnhaus in Mattsee, Stiftsplatz 1 (heute Pfarrhof), ist mit einer Gedenktafel gekennzeichnet. Vier Jahre nach seinem Tod wurden seine Gedichte vom Oberlehrer Matthias Zauner (Hallein) unter dem Titel „Gedichte in Salzburger Mundart“ bei Heinrich Dieter in Salzburg als Sammelband herausgegeben.

## Ehrungen
- Ehrenbürger der Marktgemeinde Mattsee
- Goldenes Verdienstkreuz
- 1901 wurde am Ufer des Mattsees ein Gedenkstein errichtet.
- Der August Radnitzky-Weg ⊙ in Mattsee ist nach ihm benannt.
- Die Radnitzkystraße in Salzburg Parsch ist nach ihm benannt.